# Kalanchoe rotundifolia
Kalanchoe rotundifolia är en fetbladsväxtart som först beskrevs av Adrian Hardy Haworth, och fick sitt nu gällande namn av Adrian Hardy Haworth. Kalanchoe rotundifolia ingår i släktet Kalanchoe och familjen fetbladsväxter. Inga underarter finns listade i Catalogue of Life.

## Bildgalleri

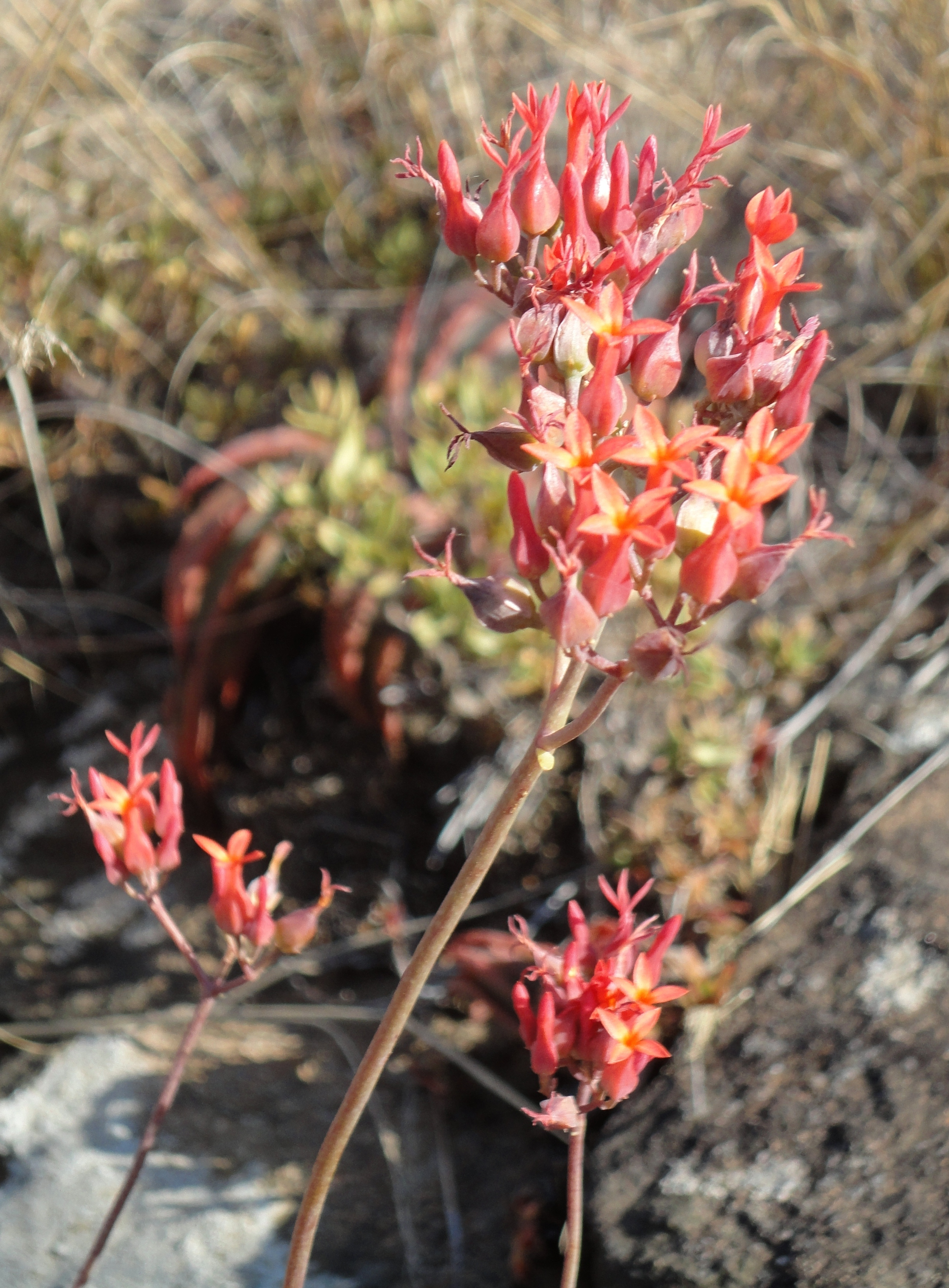